# Minerva Foundation
Minerva Foundation (укр. Фонд «Мінерва») — американська неприбуткова, наукова та благодійна організація, що базується в США. Штаб-квартира фонду розташована в Берклі, штат Каліфорнія. Фонд був заснований у 1983 році Гелен та Елвіном Марґами. Окрім засновників, директорами фонду є Річард М. Баксбаум, Лоренс В. Старк, Семір Зекі, Таміа Марґ Андерсон, Лайла С. Кратчфілд та Веро Болов.

## Назва
Фонд був названий на честь Мінерви, римської богині мудрості та медицини.

## Діяльність
Minerva Foundation — неприбуткова благодійна організація, що просуває нові підходи до вивчення візуального мозку. З моменту свого заснування у 1983 році фонд нагороджує видатних вчених премією «Золотий мозок» та знайомить широку громадськість з провідними дослідженнями через серію конференцій та інших форумів, присвячених творчості, сприйняттю та науці про мозок.

## Minerva House
Фонд утримує велику вікторіанську будівлю, збудовану для Чарльза К. Боудров (бл. 1830-1918), уродженця штату Массачусетс, у центрі Берклі, неподалік від кампусу Каліфорнійського університету в Берклі. Minerva House (укр. Будинок Мінерви) був визнаний пам'яткою міста Берклі 21 червня 1976 року. У 1994 році його купили Френк Леба і Келлі Браун, які відреставрували та відремонтували всю будівлю. Вони навіть отримали нагороду BAHA Preservation Award у 2006 році.